# スペンサー (衣服)

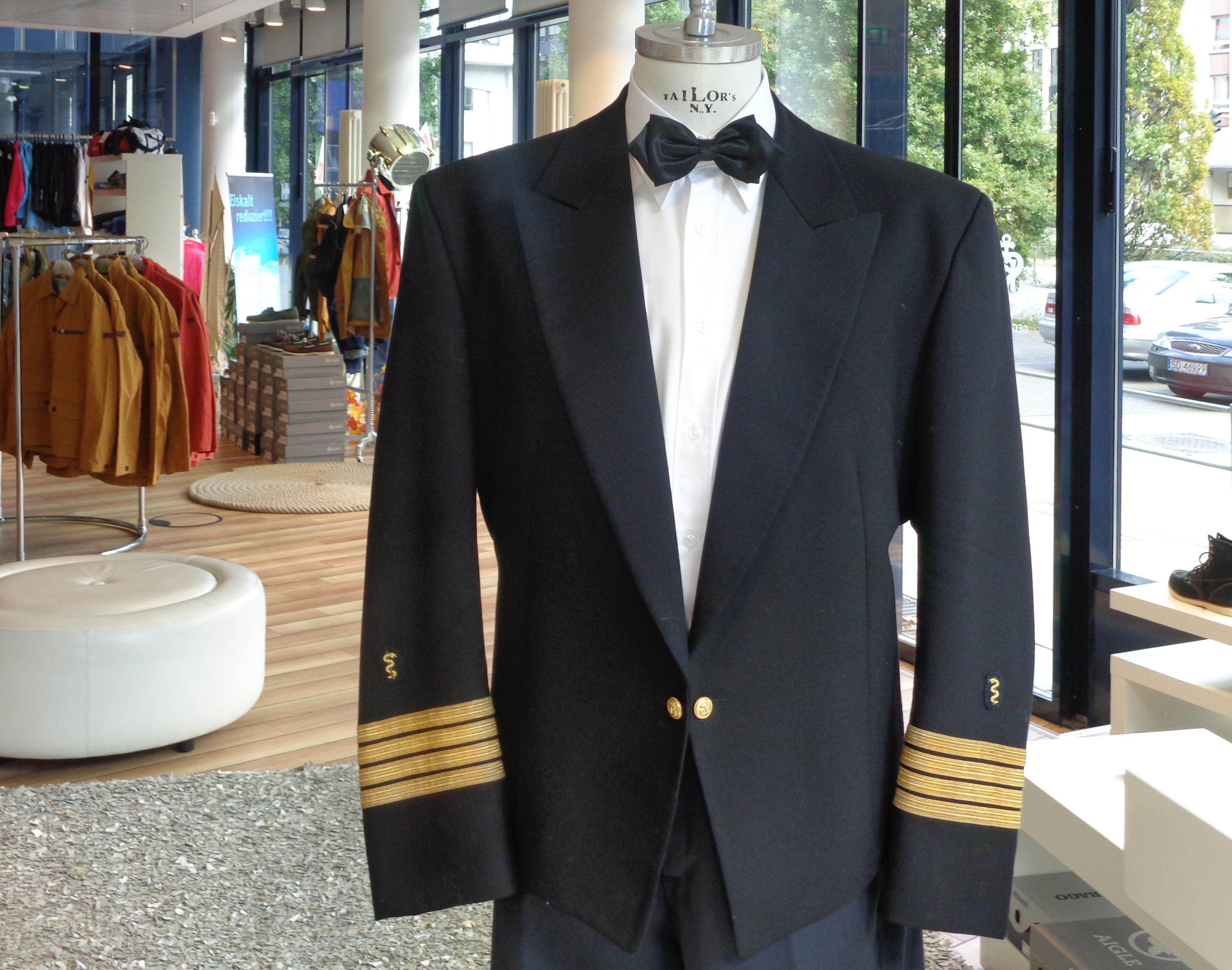
海軍等で使われるスペンサー

スペンサー (Spencer) は、1790年代に現れた、燕尾服の尾の部分を切り取った形状をもつ、もともとはウール製の外套である。着丈は腰までと短く、男性用のダブル（両前）合わせのジャケットとして、長い燕尾服を着用した上に着重ねるものであった。
名称の由来となったスペンサー伯爵ジョージ・スペンサーのように、軍関係の勲章をあしらうのが最も正統な、お洒落な着こなしとされていた。一説によれば、スペンサーは燕尾服を来て暖炉のそばに立っていて、尾の部分を焦がしてしまい、その部分を切り取ったことから、期せずして新しい流行を生み出したという。別の説によれば、ある日、狩猟に出かけたスペンサーが、燕尾服の尾の部分が野イバラに引っかかってしまうのに苛立ち、途中で尾を切り取ってしまったのが由来であるという。
その後スペンサーは、1790年から1820年にかけてのイギリスの摂政時代 (British Regency)には、大西洋の両岸で女性のファッションとして人気が高まった。当時のスペンサーは、今日のカーディガンと同じように着用され、着衣の腰の線の少し上までの長さの短いジャケットとして、着衣とは別物と分かるようになっていた。

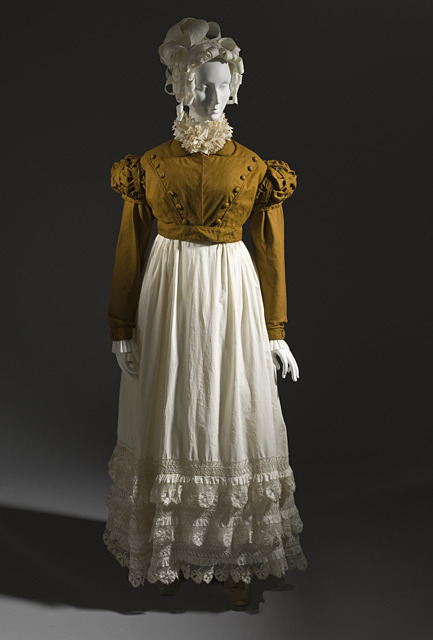
女性が着用するスペンサー

スペンサーという名称は、19世紀まで続いたが、後にはより広く、短いジャケットやコート類であれば、どのようなものでもそう呼ぶようになっていった。なお、オーストラリアでは、スペンサーという言い方で、保温性の下着を指すことがある。